# K.Dasapura, Channarayapatna
K.Dasapura là một làng thuộc tehsil Channarayapatna, huyện Hassan, bang Karnataka, Ấn Độ.